# Missouri City (Missouri)
Missouri City è un comune degli Stati Uniti d'America, situato nello Stato del Missouri, nella contea di Clay.